# Centurió I Zacaries
Centurione I Zaccaria fou senyor de part del Peloponès. Fill de Martí Zaccaria de Quios i Jacqueline de la Roche. A la mort del seu pare, el 1345 va heretar la baronia de Kalandritza (Kalanutza), la de Maniatokori, la de Lisarea, la de Veligosti a Messènia i la de Damala a l'Argòlida i altres possessions menors. El 1345 va adquirir la baronia d'Arcàdia que havia estat fins aleshores en mans d'una branca dels Villehardouin, en casar-se amb l'hereva Asanina. El 1364 Centurió fou nomenat batlle d'Acaia per Felip de Tàrent, la successió del qual a Acaia fou disputada per Hug de Xipre i la seva mare; va esclatar la guerra civil i Centurió fou capturat a Navarino per les forces lleials d'Hug. Apareix més tard entre els delegats que van anar a Nàpols el 1374 per oferir la corona d'Acaia a la reina Joana I de Nàpols, després de la mort de Felip de Tàrent el 1373. Es va casar amb Asanina d'Aulnay (Arcàdia), i va tenir quatre fills:
- Andrònic Asen Zaccaria (mort el 1401) que va rebre la baronia d'Arcàdia (herència materna) i els altres feus a la mort del seu pare el 1382.
- Maria Zaccaria (morta el 1404), senyora d'Arcàdia, princesa d'Acaia el 1402 per herència del seu marit Pere de Sant Superán (mort el 1402) que havia estat investit per Ladislau de Sicília com príncep hereditari d'Acaia el 1396.
- Manel Zaccaria (mort abans de 1413), casat amb Eliana Cattaneo, pares de Marieta (casada amb Galeazzo Spinola)
- Felip Zaccaria (mort abans de 1402) casat amb la senyora hereva de Rhiolo a Morea.